# Вилдесхаузен
Вилдесхаузен (на немски: Wildeshausen, Wilshusen) е окръжен град, център на окръг Олденбург в Долна Саксония, Германия, с 19 390 жители (2015).
Най-близките големи градове са Олденбург на север (ок. 30 km), Бремен на североизток (ок. 30 km) и Оснабрюк на юг (ок. 70 km).